# Baredine (jama)
Jama Baredine je geomorfološki naravni spomenik in prva speleološka lokacija na hrvaškem delu polotoka Istra, urejena za turističen obisk od leta 1995.
Imenuje se po imenu okoliškega terena (baredine), in morda izhaja iz besede bared, ki v lokalnem narečju označuje zapuščeno zemljišče. Leži v zahodnem delu Istre med Porečem, Višnjanom in Tarom, samo 5 km od morske obale. Kraški teren, v katerem je nastala, je morski sediment kredne starosti, prekrit z rdečo zemljo (terra rossa). Od vertikalnega vhoda v jamo, ki je na 117 metrih nadmorske višine, se vidi preko urejenih nasadov oljk in vinogradov vse do morja.

## Zgodovina

### Prva raziskovanja
Čeprav je znana in obiskovana že v preteklosti, se v novejšem času raziskovanju jame Baredine posvečajo poreški speleologi Speleološkega društva Proteus. Leta 1973 so na 80 metrih (globina že prej zabeležena v raziskovanjih tržaških jamarjev iz leta 1928) odkrili nov prehod, skozi katerega so prišli do podzemnih jezer in do danes poznane globine 132 metrov.
Na osnovi teh raziskovanj so jamo leta 1986 zaščitili kot geomorfološki naravni spomenik.

### Novejša raziskovanja in turizem
V začetku 1990-ih so se začela resna dela pri urejanju jame, ki je bila maju 1995 odprta za turistični obisk. V naslednjih letih je bila urejena infrastruktura, ki je omogočala udobnejši ogled jame in okolice.
Od prvih raziskovanj leta 1973 do današnjih dni so jamo dodatno raziskovali s ciljem najti nove prostore. Pri tem so v sedimentih odkrili keramiko, kar priča o obisku jame in človekovi uporabi v preteklosti, raziskovali pa so tudi podzemno favno.

## Obisk jame
Obisk jame traja 40 minut po stezi dolgi 300 metrov, obišče se pet bogato okrašenih dvoran in sestopi  do podzemnega jezera na globini 60 metrov. Zanimivost te pustolovščine je srečanje s podzemnim živim svetom: človeško ribico (Proteus anguinus), endemitom širšega območja dinarskega krasa. Vstopa se vsake pol ure v spremstvu vodiča. Jama je osvetljena in urejena, steza in stopnice imajo držala, temperatura je ugodnih 14 ˚C.